# Эймир (озеро)
Эйми́р (ошибочно Эмир; тур. Eymir Gölü) — небольшое озеро, расположенное в 20 км к югу от Анкары, в районе Гёльбаши.
Связано с озером Моган и вместе с ним составляет единую экосистему. Территория, на которой находится озеро, принадлежит Ближневосточному техническому университету.
Площадь озера составляет 1,09 км², длина — 4,2 км, средняя ширина — 250 м, протяжённость береговой линии — 9 км. Средняя глубина — 3,80 м, однако в сезон дождей средняя глубина может увеличиваться до 5 метров. Максимальная глубина во времена засухи составляет 4,5 метра. Вода немного солоноватая. Питается от озера Моган из-за расположения на 3 метра ниже. Озёра связаны каналом. С северо-восточной оконечности Эймира вытекает река Имрахор.
Озеро расположено на высоте около 969 метров над уровнем моря, вблизи Анкары на Анатолийском плоскогорье, имеет изогнутую форму буквы «с» и окружено степными лесными горами и равнинами. Как и озеро Моган, образовалось в результате запруживания проточных вод аллювиальными отложениями.
В июле 2025 года около озера произошёл лесной пожар. В тушении были задействованы 200 пожарных и 66 автоцистерн с водой. Пожар был взят под контроль в течение нескольких часов.